# Мухоловка-крошка
Мухоловка-крошка (лат. Ficedula hodgsoni) — азиатский вид воробьинообразных птиц из семейства мухоловковых (Muscicapidae). Видовое название дано в честь английского дипломата Брайана Ходжсона (1800—1894).
Птицы обитают в тропических и субтропических горных влажных лесах и кустарниковых местностях. Длина тела — 10 см.

## Подвиды
Выделяют два подвида:
- Ficedula hodgsoni hodgsoni — от центральных и восточных Гималаев восточнее до северо-востока Индии (Аруначал-Прадеш и Ассам), запада и севера Мьянмы, юга Китая (юго-восток Сицзана, запад и юго-восток Юньнаня), северо-запада Таиланда и центрального Индокитая[1];
- Ficedula hodgsoni sondaica — полуостровная Малайзия, Суматра и север Борнео[1].